# Hergé
Hergé, pseudoniem van Georges Prosper Remi Remi (Etterbeek, 22 mei 1907 – Sint-Lambrechts-Woluwe, 3 maart 1983), was een Belgische striptekenaar en scenarist van stripverhalen, die vooral bekend is als schepper van De avonturen van Kuifje.

## Levensloop
Georges Remi groeide op in Etterbeek, een toen al verstedelijkte gemeente van de Brusselse agglomeratie. Zijn ouders waren de Waal Alexis Remi (1882-1970) en de Vlaamse Élisabeth Dufour (1882-1946). Alexis en zijn tweelingbroer Leon werden geboren als buitenechtelijke zoons van Marie-Barbe Dewigne (1860-1901). Ze trouwde met Philippe Remi (1870-1941), pas twaalf jaar ouder dan de tweeling, die ze legitimeerde. Er werd weleens beweerd dat zij buitenechtelijke zoons waren van koning Leopold II. Een ander gerucht wilde dat ze buitenechtelijke zoons waren van de diplomaat graaf Gaston Errembault de Dudzeele (1847-1929), bij wie Marie-Barbe Dewignie dienstmeid was. Het echtpaar Alexis Remi-Dufour behoorde tot de middenklasse en leefde in een betrekkelijke luxe. In 1912 werd een tweede zoon geboren, Paul Remi.
Georges' lagereschooltijd viel goeddeels samen met de Eerste Wereldoorlog en de Duitse bezetting van Brussel. Van Duitse soldaten die gelegerd waren in de Etterbeekse kazernes maakte hij, in de kantlijnen van zijn schoolschriftjes, onbeholpen tekeningen. Tekenen leek al vroeg in zijn bloed te zitten. Maar het zou nog tot 1925 duren voor hij zijn eerste echte beeldverhaal publiceerde: een tekstloos stripje over een wielrenner met bandenpech. Hergé was toen al actief lid van de katholieke scouting waarvoor hij ook talrijke tekeningen maakte, onder andere in Le boy scout. In dat blad en in andere scoutingbladen publiceerde hij vanaf 1926 het stripfeuilleton Totor, P.L. van de Meikevers.
In 1927 ging Hergé werken op de abonnementenafdeling van het dagblad Le Vingtième Siècle, de spreekbuis van het francofone, conservatieve, rooms-katholieke en anticommunistische establishment. Hij vond het er dusdanig saai dat hij vervroegd in militaire dienst ging. Nadat hij afzwaaide begon hij in januari 1929 in de donderdagse jeugdbijlage Le Petit Vingtième van de krant Le Vingtième Siècle aan het allereerste avontuur van Kuifje: Les Aventures de Tintin, reporter du Petit "Vingtième", au pays des Soviets (De avonturen van Kuifje, reporter van de Kleine "Twintigste", in het land van de Sovjets). Het thema was uitgekozen door zijn mentor Norbert Wallez, onder wiens invloed Hergé in het zog van de Nieuwe Orde kwam. In 1930 begon Hergé in hetzelfde blad aan de strip Quick et Flupke gamins de Bruxelles (De guitenstreken van Kwik en Flupke).

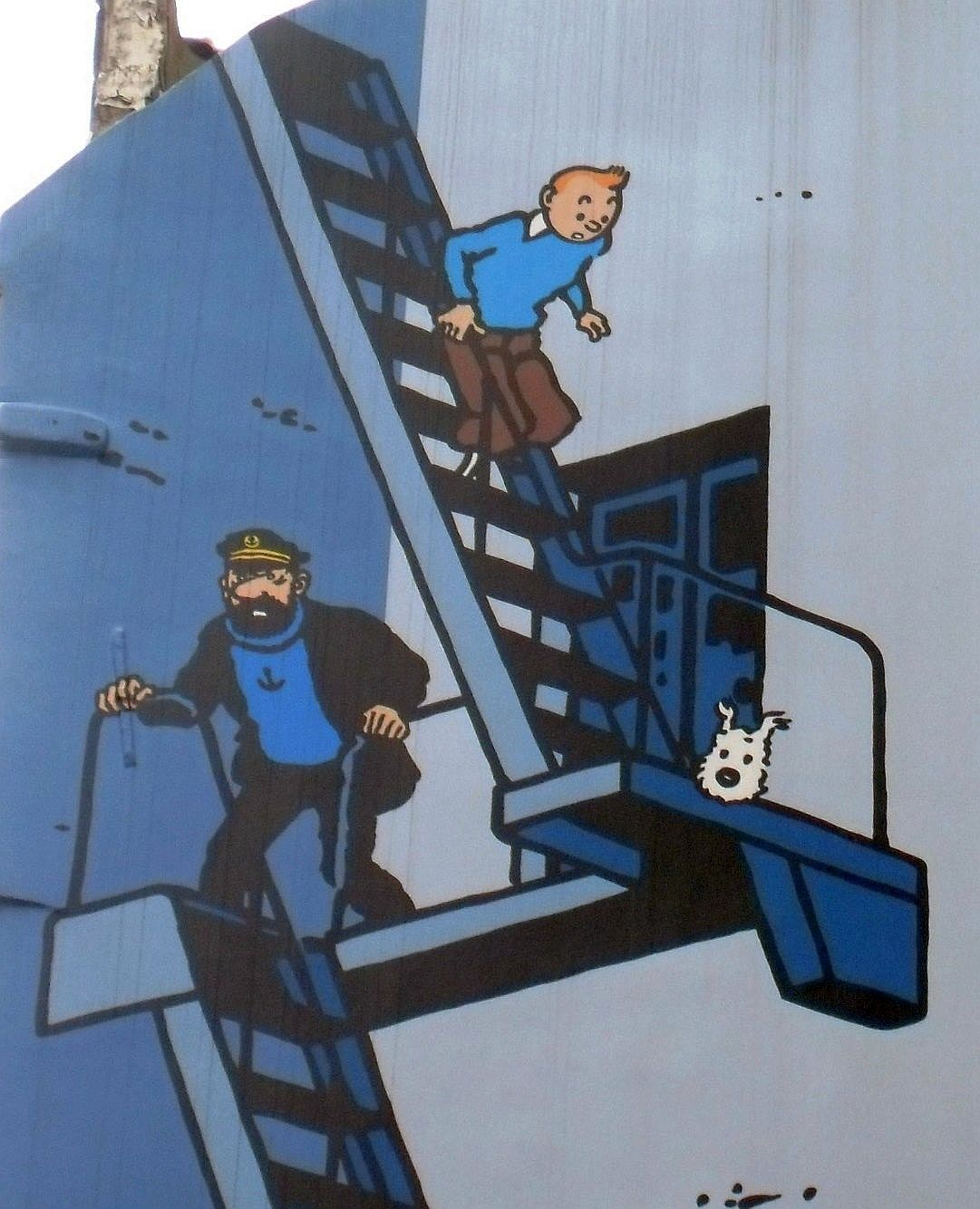
muurschildering met Kuifje in Brussel

Tot aan zijn dood in 1983 verschenen 23 albums met de avonturen van Kuifje, zijn hond Bobbie en bijfiguren als kapitein Haddock, professor Zonnebloem en de detectives Jansen en Janssen. Postuum werd in 1986 het onvoltooide Kuifje en de Alfa-kunst uitgegeven.
Hergé tekende de strips in eerste instantie helemaal zelf, maar in 1943 riep hij de hulp in van Edgar P. Jacobs. In 1950 begon hij de fameuze Studios Hergé. Bekende medewerkers als Bob De Moor en Jacques Martin namen hem veel werk uit handen en hielden zich onder andere bezig met het tekenen van achtergronden en het hertekenen van de oude albums.
Naast Kuifje werkte Hergé aan andere strips, zoals Leo en Lea, Jo, Suus en Jokko en De guitenstreken van Kwik en Flupke. Van die laatste strip verschenen tot 1955 355 verhalen en een tekenfilmserie.

### Privéleven en overlijden

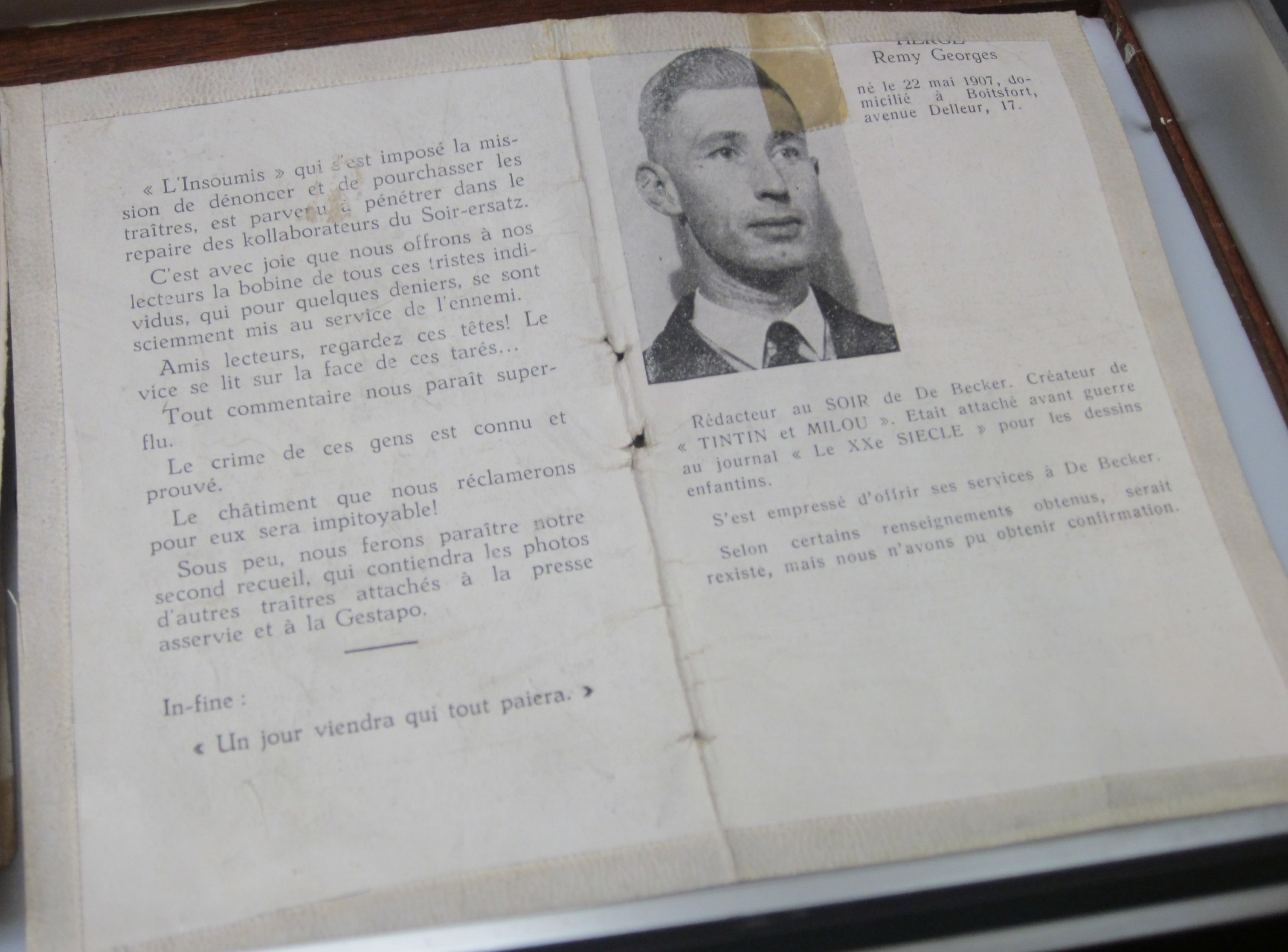
Pagina uit Galerie des Traitres, clandestien gepubliceerd door de Belgische verzetsgroep "L'Insoumis", waarin Hergé wordt beschuldigd van collaboratie (Nationaal Museum van de Weerstand te Anderlecht).

Voluit luidt de echte naam van Hergé: Georges Prosper Remi Remi. De Nederlandse publicist Huib van Opstal wees er in zijn biografie op dat door het verkeerd lezen van de geboorteakte de identieke naam veelvuldig wordt genegeerd.
Hergé huwde in 1932 met Germaine Kieckens (1906-1995), van wie hij op 28 maart 1977 scheidde. Twee maanden later huwde hij op 20 mei met Fanny Vlamynck (geboren in 1934), die hij al kende sinds ze in 1955 als inkleurster bij Studios Hergé was komen werken. Al vanaf toen hielden ze er een geheime relatie op na. In 1960 ging hij met Fanny samenwonen. Kieckens wilde echter van geen echtscheiding weten en Hergé had zonder haar instemming geen wettelijke mogelijkheid daartoe. Pas toen de wet werd aangepast, kreeg Hergé de mogelijkheid om de echtscheiding aan te vragen.
De geestelijke vader van Kuifje had geen kinderen. Volgens zijn biograaf Pierre Assouline niet alleen omdat hij onvruchtbaar was, maar ook "omdat hij niet van kinderen hield". Assouline refereert aan een adoptie van een zeven- of achtjarige wees door de tekenaar en zijn toenmalige vrouw, eind jaren veertig: "Maar omdat hij (Hergé) deze nieuwe aanwezigheid en de beroering die dit in zijn dagelijkse leven met zich meebracht, niet kon verdragen, gaf hij het na twee weken terug …"
Tussen 1947 en 1949 leed Hergé wegens de hoge werkdruk aan een depressie. Aan zijn secretaris en vriend Marcel Dehaye schreef hij dat hij Kuifje beu is.

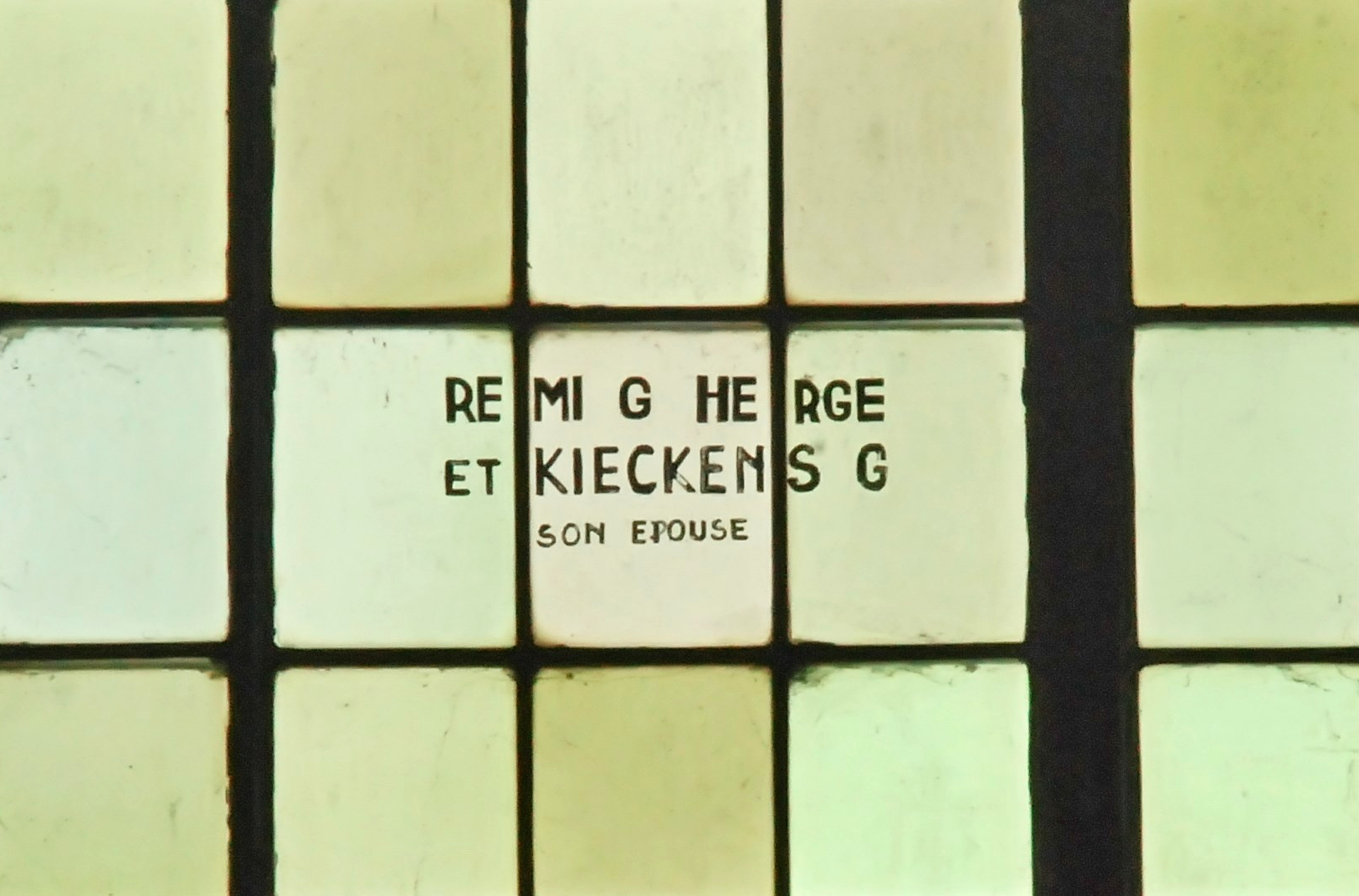
Glaswerk in de Onze-Lieve-Vrouw-ter-Nood-kerk in Céroux-Mousty. In 1972 vernieuwd met mecenaat.

Hergé leed aan het eind van zijn leven aan osteomyelofibrose. Dat was ook de doodsoorzaak. Zijn testament bestond slechts uit één enkele zin, namelijk dat zijn tweede vrouw de enige erfgename was. In interviews gaf hij te kennen dat zijn creatie Kuifje niet mocht worden voortgezet na zijn dood. Hij zei dat iemand anders het misschien beter of slechter zou doen, maar dat hij zichzelf als de enige zag die Kuifje op papier tot leven kon wekken. Zijn weduwe besloot die wens te respecteren. Hergé ligt begraven op de Begraafplaats van Dieweg in Ukkel.

## Ontstaan van zijn pseudoniem Hergé
Remi was zeventien jaar toen hij zijn pseudoniem Hergé bedacht. Hij gebruikte hiervoor de achterstevoren geschreven initialen van zijn naam Georges Remi: RG als Hergé. Op de lagere school was het voor hem namelijk al normaal om als Remi Georges te worden aangesproken. Op zijn schoolschriften prijkten eveneens de namen in die volgorde en als hij zelf zijn initialen zette, schreef hij ze neer als R.G. Daaruit ontstond zijn schuilnaam Hergé. Op zijn Frans klinkt dat als erzjee, want de begin-h is in die taal vrijwel niet hoorbaar. In december 1924 publiceerde hij voor het eerst onder dit pseudoniem.

## Werk
Hergé is, naast Vandersteen, Franquin en Goscinny, een van de grote scheppers van de Europese humoristische avonturenstrip van de 20e eeuw. Zijn bekendste creatie is Kuifje, een jonge journalist die over de hele wereld avonturen beleeft. Kenmerkend voor deze wereldberoemde stripreeks is het humanistische karakter en de heldere tekenstijl, de zogenaamde klare lijn. In sommige gevallen worden gebouwen naar de werkelijkheid getekend, of bijna naar de werkelijkheid. Een aantal verhalen is deels ontleend aan echt gebeurde voorvallen. Ook wemelt het van de satirische verwijzingen naar de (politieke) geschiedenis van de 20e eeuw. 
Voor De Blauwe Lotus werd Hergé geïnspireerd door het beruchte Mantsjoerije-incident, dat leidde tot de Tweede Chinees-Japanse Oorlog die in 1934 begon. Het verhaal De scepter van Ottokar heeft de Anschluss van Oostenrijk als overduidelijke inspiratiebron. En De zaak Zonnebloem is een portret over de gevoeligheden van de Koude Oorlog.

### Creaties
De volgende stripreeksen zijn door Hergé bedacht en getekend en in het openbaar verschenen:
- Totor, P.L. van de Meikevers, vanaf 1926
- Popokabaka, 1928[12]
- Rainette, 1928[12]
- De buitengewone avonturen van Flup, Rénesse, Poussette en Cochonnet, 1928-1929[12]
- Monsieur Schinler, 1929[12]
- Monsieur Vandervelde, 1929[13]
- De avonturen van Kuifje, vanaf 1929
- De guitenstreken van Kwik en Flupke, vanaf 1930
- Tim L'écureuil, 1931[13]
- Monsieur Mops, 1931[13]
- Fred en Mile, 1931[13]
- Tom en Millie, 1932-1933[13]
- Leo en Lea, 1934
- Jo, Suus en Jokko, vanaf 1936
- Monsieur Bellum, 1939[14]
- Jef Debakker, 1940[14]
- Tom Colby, 1947

Eenmalig verschenen de volgende strips:
- Marianne socialiste, 1929[13]
- à Colorier, 1932[13]
- Leo en Lea, 1934
- Monsieur Le Libraire, 1947[15]
- Apollo XII, 1969[15]

## Kritiek
De Blauwe Lotus is een beslissend album in het leven van Hergé en in de ontwikkeling van Kuifje. Dit was het eerste avontuur waarvoor Hergé nauwgezet onderzoek deed naar de wereld waarin zijn verhalen zich afspeelden. Tot dan verzon hij auto's, schepen en gebouwen vaak zelf en maakte hij culturen en volken tot stereotypen. Juist door deze stereotypen wordt Hergé nog weleens van racisme beticht. Zo werd in 2007 het album Kuifje in Afrika door de Britse Raad voor Gelijkheid als 'racistisch' bestempeld. Omstreeks diezelfde tijd eiste een Congolees student in Brussel (vergeefs) een verbod op het album. Hergé heeft altijd volgehouden dat de stereotyperingen in vooral de vroege Kuifje-albums louter een weerspiegeling zijn van de visie in die tijd in heel Europa op de rest van de wereld. Na zijn overlijden hielden de woordvoerders van zijn studio vast aan deze opvatting.
Een andere 'gevoelige' titel is De geheimzinnige ster. Amerikanen waren de boeven in dit avontuur dat verscheen in het dagblad Le Soir onder het toeziend oog van de Duitse bezetter. De schurk was een gewetenloze joodse oliemagnaat met de naam Blumenstein. Omdat Hergé tijdens de oorlog publiceerde in deze Duitsgezinde krant werd hem collaboratie met de nazi's in de schoenen geschoven. Na de bevrijding van Brussel op 3 september 1944 werd hij door verschillende verzetsgroepen tot vier keer toe opgepakt en iedere keer weer vrijgelaten.
Vanwege het publiceren in Le Soir werd hem na de oorlog een tijdelijk beroepsverbod opgelegd. Tijdens de ondervragingen verbleef hij één nacht in een cel. Tot september 1946 mochten De avonturen van Kuifje in geen enkele krant worden gepubliceerd. De voormalige verzetsstrijder Raymond Leblanc nodigde Hergé uit om het weekblad Kuifje uit te geven, waardoor hij in feite gerehabiliteerd werd. 
Dat Hergé tijdens zijn verdere leven bloot bleef staan aan kritiek heeft zeker ook te maken met zijn omgang met de Belgische fascistenleider Léon Degrelle. In 1932 kwam het tot een conflict over auteursrecht tussen Degrelle en Hergé, toen de REX-leider zonder toestemming een tekening van Hergé gebruikte op propaganda-affiches. In 1940 zou Hergé niet ingegaan zijn op het voorstel om een jeugdbijlage van Le Pays Réel, de krant van Degrelle, te illustreren. Degrelle beweerde later dat hij Hergés inspiratiebron was geweest voor het personage van Kuifje en schreef er zelfs het boek Tintin mon copain over dat na zijn dood verscheen. Uitgeverij Moulinsart liet de verkoop van het boek in België en Frankrijk verbieden vanwege een schending van het auteursrecht. In totaal zouden zo'n 850 van de 1000 gedrukte exemplaren vernietigd zijn. Later verschenen weliswaar nog verschillende herdrukken. Feit is echter dat Hergé zich nimmer hardop heeft uitgesproken over dit soort zaken en dat bijvoorbeeld een vooroorlogs album als De scepter van Ottokar toch vooral kan worden gelezen als een antifascistische parabel.

## Eerbetoon
- Ter gelegenheid van de honderdste verjaardag van zijn geboorte werd in België in 2007 een zilveren herdenkingsmunt met een nominale waarde van 20 euro uitgebracht.

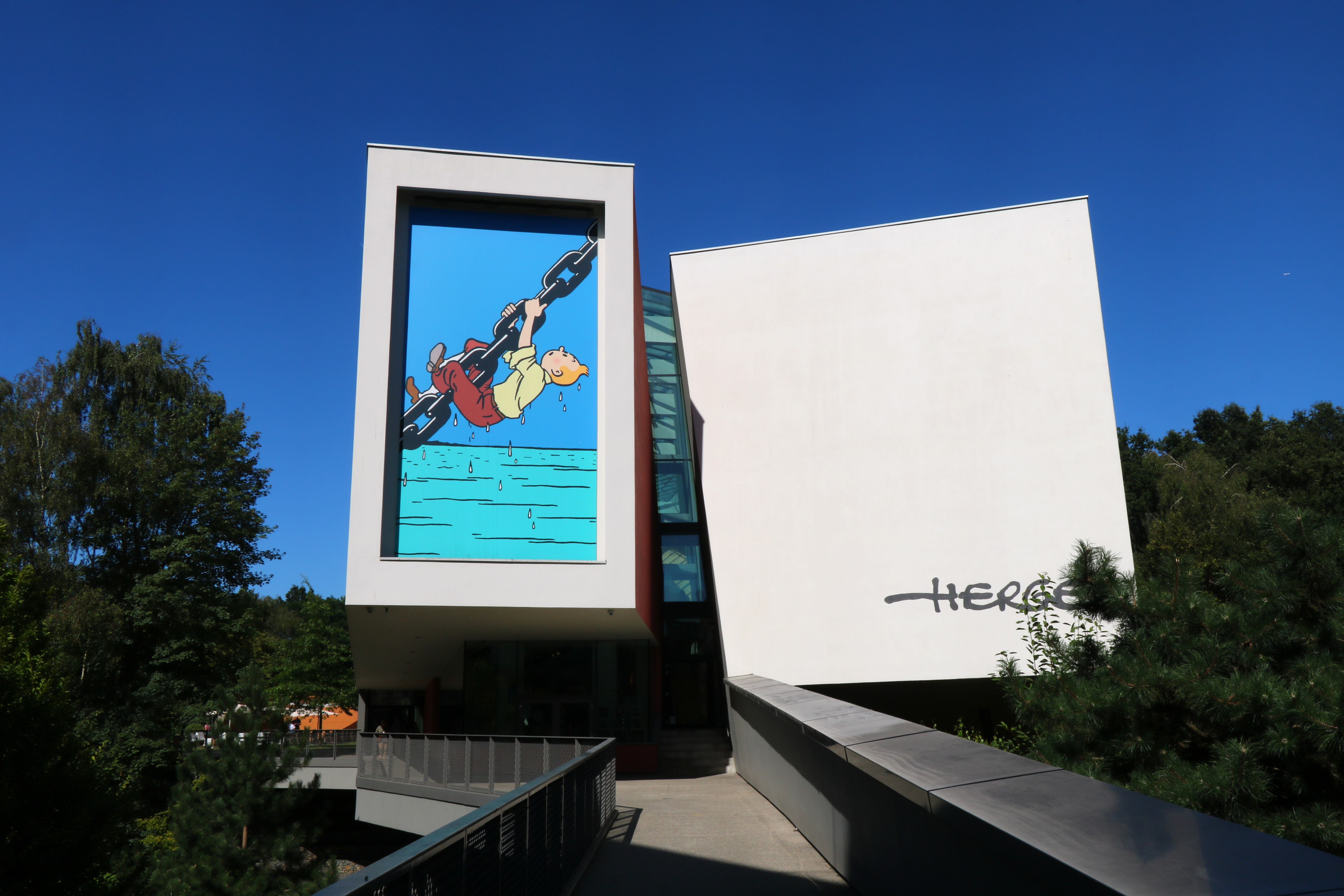
Het Hergé Museum, in Louvain-la-Neuve.

- Op de dag voor zijn honderdste verjaardag legde Hergés weduwe en voormalige medewerkster in zijn studio (zijn tweede vrouw Fanny Vlamynck) de eerste steen voor het Hergé-museum in Louvain-la-Neuve, dat in juni 2009 werd geopend. Dit museum kwam er vooral door de inzet van Fanny Vlamynck.
- In 2006 ontving Studios Hergé uit handen van de veertiende dalai lama de Light of Truth Award voor Hergés album Kuifje in Tibet.
- Hergé werd afgebeeld in elke aflevering van de tweede tekenfilmreeks en in de Kuifjefilm The Adventures of Tintin: The Secret of the Unicorn.
- In 2003 werd in Angoulême een straat herdoopt in Rue Hergé. In de straat is een borstbeeld van Hergé te zien, gemaakt door jeugdvriend Tchang Tchong-Jen.[21]
- Op 1 oktober 1989 werd in de gemeente Ottignies-Louvain-la-Neuve de straatnaam Rue de Ferrière in de deelgemeente Céroux-Mousty veranderd in Rue Hergé. Hergé stond hier op nr. 82 ingeschreven van 1953 tot 1977.[22]
- In 1982 werd op initiatief van Kuifjeliefhebber Jean Meeus het planeetje nummer 1652 vernoemd naar Hergé. Het was ontdekt door medewerkers van het observatorium in Ukkel in 1953, hetzelfde jaar dat het album Mannen op de maan uitkwam.[23]
- In 2005 werd Hergé genomineerd als een van de 111 kansmakers voor de titel "De Grootste Belg". In de Vlaamse versie eindigde hij op nr. 24, in de Franstalige versie op nr. 8.
- Op 29 mei 2019 werd een borstbeeld van Hergé onthuld in Etterbeek, op het de Theuxplein. Zijn geboortehuis - Philippe Baucqstraat 25, destijds Cranzstraat - ligt er in de buurt. Een aantal straten in die buurt kreeg een symbolische naam die verwijst naar personages uit de stripserie Kuifje. Het plein zelf kreeg de naam "Place Hergé".[24][25]

## Nederlandstalige biografieën
- Benoît Peeters - De wereld van Hergé (Casterman, Brussel, 1983)
- Harry Thompson - Hergé - Kuifje - Een dubbelbiografie (Uitgeverij Balans, Amsterdam, 1991)
- Huib van Opstal - Essay RG. Het fenomeen Hergé (Hilversum, 1994)
- Pierre Assouline - Hergé. Biografie (Amsterdam/Leuven, 1996)
- Benoît Peeters - Hergé. Zoon van Kuifje (Amsterdam/Antwerpen, 2002)
- Stanislas Barthélémy - De avonturen van Hergé (stripverhaal, scenario door Jean-Luc Fromental en José-Louis Bocquet, Oog & Blik, 1999, herziene editie in 2012)
- Philippe Goddin - Hergé - Levenslijnen (2008)